# Come ho vinto la guerra
Come ho vinto la guerra (How I Won the War) è un film del 1967 diretto da Richard Lester, è basato sull'omonimo romanzo di Patrick Ryan.
Lo slogan promozionale del film recitava: If You Think Richard Lester's 'How I Won The War' Is Just Another War Film, Forget It...  ("Se pensi che Come Ho Vinto la Guerra sia solo un altro film sulla guerra, scordatelo... ").

## Trama
Il tenente britannico Goodbody, inetto e ingenuo ma idealista, guida le sue truppe in una serie di disavventure in Nord Africa e in Europa durante la seconda guerra mondiale. Tale inettitudine unita alla sua temerarietà sconsiderata porteranno via via alla morte di quasi tutti gli uomini della sua unità.